# State of Mind
State of Mind là album phòng thu thứ hai của nữ ca sĩ người Úc Holly Valance, phát hành vào ngày ngày 6 tháng 11 năm 2003 tại Nhật bởi hãng đĩa Warner Bros. Records. Đây là album thể loại dance pha trộn với electro pop, bài hát được viết bởi chính ca sĩ Holly Valance. Album ra mắt trên bảng xếp hạng Australian ARIA Albums Chart và UK Albums Chart với vị thứ rất thấp, khiến State of Mind không bán chạy và lượng đĩa tiêu thụ không nhiều như album trước Footprints. Album này chỉ có một đĩa đơn duy nhất "State of Mind" lọt vào top 20 trên các bảng xếp hạng Úc, Phần Lan và Anh.
Thể loại của album, pha trộn giữa dance và electro-pop, đây là một sự khác biệt so với album trước của Valance Footprints (2002). Valance phát biểu rằng: "Đó là một thể loại khác, vào thời điểm đó tôi được nghe rock, tôi cũng nghe nhạc dance, rất nhiều bản nhạc electro-pop và tôi yêu tất cả những thể loại đó. Tôi đã nghĩ chuyện gì sẽ xảy ra nếu bỏ tất cả vào một cái nồi và chờ xem điều gì sẽ xảy ra. Và những người cùng hợp tác làm việc với tôi tại thời điểm đó rất thích ý tưởng này. Tất cả mọi người làm việc cùng vị trí và cùng mục tiêu trong đầu. Những gì chúng tôi muốn là một chút tốt hơn, một chút khó khăn hơn. Đó là những bản thu âm vui vẻ và đó chính là những gì tôi muốn làm."
Album ra mắt trên bảng xếp hạng Japanese Oricon Album Chart ở vị thứ #12 với lượng đĩa tiêu thụ trong tuần đầu tiên là 21,547 bản. Tại Úc, trên bảng xếp hạng ARIA Albums Chart, album đứng vị thứ #57 và sau đó tụt xuống #80 trong tuần thứ hai ra mắt tại bảng xếp hạng này. Album này chỉ lọt vào top 100 được hai tuần. Tại Anh cũng tương tự, album chỉ đứng vị trí cao nhất là #60 và nằm trong top 75 chỉ một tuần. Đĩa đơn duy nhất của album "State of Mind" gặt hái nhiều thành công khi đứng vị thứ #8 tại Anh và #14 tại Úc.

## Danh sách ca khúc
1. "Hypnotic" (Steve Anderson, Liza Greene, Steve Lee) – 3:45
2. "State of Mind" (Jeff Taylor, Mark Taylor, Stevie Torch) – 3:20
3. "Everything I Hate" (Chris Peters, Drew Peters, Valance) – 3:27
4. "Desire" (Adam Phillips, Taylor, Taylor) – 3:37
5. "Curious" (Adam Bremner, Greene, Anderson, Lee) – 3:10
6. "Ricochets" (Peters, Peters) – 3:42
7. "Roll Over" (Valance, Anderson, Lee) – 3:21
8. "Tongue-Tied" (Peters, Peters, Valance) – 4:03
9. "Over 'n' Out" (Joanne Jeffries, Juliette Jaimes, Steve Welton-Jaimes) – 3:12
10. "Somebody out There" (Peters, Peters) – 3:58
11. "Action" (Nichols, Nowels, Steinberg, Valance) – 3:33
12. "Double Take" (Peters, Peters) – 2:59

- Japanese edition

13. "Just Like Me" (Black, Crichton, Valance) – 3:33
14. "Please Please Me" (Craig Hardy, Valance, Jaimes, Mick Lister) – 3:31
- Bonus DVD

1. "Kiss Kiss"
2. "Down Boy"
3. "Naughty Girl"
4. "State of Mind"

## Xếp hạng
| Bảng xếp hạng (2003)         | Vị thứ |
| ---------------------------- | ------ |
| Australian ARIA Albums Chart | 57     |
| Japanese Oricon Albums Chart | 12     |
| UK Albums Chart              | 60     |

| Bảng xếp hạng | Chứng nhận | Lượng đĩa tiêu thụ |
| ------------- | ---------- | ------------------ |
| Japan RIAJ    | Vàng       | 100,425            |

## Phát hành
| Quốc gia  | Ngày phát hành       | Nhãn đĩa             | Định dạng | Catalô     |
| --------- | -------------------- | -------------------- | --------- | ---------- |
| Nhật Bản  | 6 tháng 11 năm 2003  | Warner Bros. Records | CD        | WPCR-11722 |
| Australia | 10 tháng 11 năm 2003 | EngineRoom Records   | CD        | ERM0019    |
| Anh       | 14 tháng 11 năm 2003 | Warner Bros.         | CD        | 5046701625 |